# Al-Harith al-Muhasibi
al-Ḥārith al-Muḥāsibī (in arabo الحارث بن أسد بن عبد الله المحاسبي البصري‎?; Bassora, 781 – Baghdad, 857) è stato un mistico e filosofo arabo.
Fondatore della cosiddetta "Scuola di Baghdad" di Filosofia islamica, fu Maestro del noto sufi Junayd e di Sirri al-Saqati.
Il suo nome completo era Abū ʿAbd Allāh al-Ḥārith b. Asad b.ʿAbd Allāh al-Muḥāsibī al-Baṣrī. 
Nacque, come dice la sua nisba, a Baṣra. Muḥāsibī - che significa "l'Ispettore di se stesso" - influenzò un gran numero di sufi, tra cui si ricorda anche al-Ghazali.
Autore di circa 200 opere, scrisse di teologia islamica e di Tasawwuf (Sufismo), tra cui il Kitāb al-Khalwa e il Kitāb al-Riʿāya li-ḥuqūq Allāh ("Osservare i "limiti di Dio").